# Gare de Minami-Urawa
La gare de Minami-Urawa (南浦和駅, Minami-Urawa-eki) est une  gare ferroviaire japonaise située dans l'arrondissement de Minami à Saitama. Elle est gérée par la East Japan Railway Company (JR East).

## Situation ferroviaire
La gare de Minami-Urawa est située au point kilométrique (PK) 7,8 de la ligne Keihin-Tōhoku et au PK 60,5 de la ligne Musashino.

## Histoire
La gare a été inaugurée le 1er juillet 1961 sur la ligne Keihin-Tōhoku.

## Services aux voyageurs

### Accès et accueil
La gare dispose d'un bâtiment voyageurs, avec guichet, ouvert tous les jours.

### Desserte
- JK Ligne Keihin-Tōhoku :
  - voies 1 et 2 : direction Tokyo, Yokohama et Ōfuna
  - voies 3 et 4 : direction Ōmiya

- JM Ligne Musashino :
  - voie 5 : direction Fuchū-Hommachi
  - voie 6 : direction Nishi-Funabashi